# Saatgutbibliothek

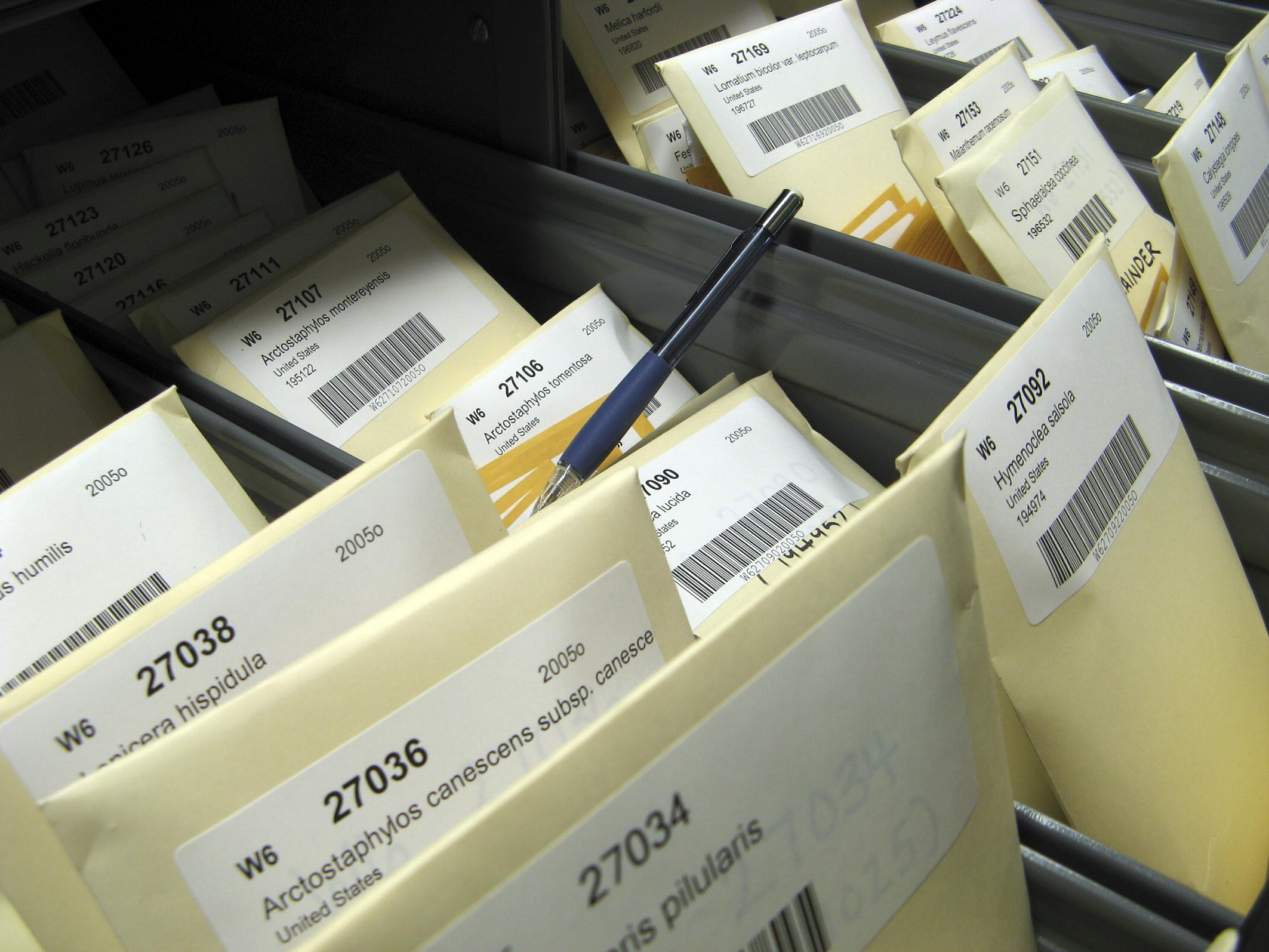
Saatbank Western Regional Plant Introduction Station in den USA.

Unter Saatgutbibliothek wird die Sammlung von Samen einschließlich deren Beschreibung hinsichtlich Fundort, Entstehungsjahr, Tausendkornmasse sowie der botanischen Einordnung, genetischen Abstammung, phänotypischen Ausprägung und Leistungsbeschreibung der entsprechenden Pflanzensorte verstanden.

## Geschichte
Die Anfänge von Saatgutsammlungen gehen auf die Sesshaftwerdung  der Menschheit zurück. Sie bezog sich zunächst darauf, das Erntegut der ertragreichsten Getreidepflanzen unterschiedlicher Standorte getrennt aufzubewahren, diese entsprechend zu kennzeichnen und standortgerecht zur Saat in der nächsten Aussaatsaison zu verwenden. Die erste wissenschaftlich dokumentierte öffentliche Saatgutbibliothek  wurde im 16. Jahrhundert durch Leonhart Fuchs im Zusammenhang mit dem Botanischen Garten der Universität Tübingen eingerichtet.

## Technische Voraussetzungen
Trockenes Saatgut mit max. 14 % Feuchtigkeitsgehalt verliert im unkonditionierten Lagerraum jährlich 1–5 % Keimfähigkeit. In Kühlräumen und hermetischen Verschluss der Samenbehältnisse  sinkt diese Verlustgefahr auf wenige Promille. Die gelegentlichen Keimfähigkeitstests sorgen dafür, dass die abnehmende Keimfähigkeit der eingelagerten Sorten rechtzeitig erkannt wird und die Saatgutmuster durch Aussaat und eine neue Ernte ersetzt werden.

## Träger der Saatgutbibliotheken
Heute bestehen Saatgutbibliotheken als:
- Universitäts- und Lehrbibliotheken in vielen Ausbildungsstätten. Diese dienen überwiegend als Basis für Grundlagenforschung und dem Training von Botanikern, Landwirten und Gärtnern.
- Staatliche Saatgutbibliotheken. Sie sichern die genetische Vielfalt der Kulturpflanzen einer Region, eines Staates oder auch transnational, wie zum Beispiel das Herbarium sowie die Kulturpflanzenbank und Genbankinformationssystem des Leibniz-Instituts für Pflanzengenetik und Kulturpflanzenforschung in Gatersleben.[1] und der weltweite Saatgut-Tresor auf Svalbard (Svalbard Global Seed Vault).
- Züchtungsbibliotheken der Saatzuchtbetriebe. Sie sind im Zusammenhang mit den Züchtungsprogrammen und Leistungsprüfungsergebnissen das Vermögen dieser Betriebe  und die Basis des weiteren Forschungs- und Unternehmenserfolges.
- Sortenschutzbibliothek der Sortenämter. Diese bewahrt Saatgut als Referenzmuster der durch Sortenschutz geschützten Sorten auf. Anhand der jährlich in den Markt gebrachten Saatgutvermehrung wird deren Übereinstimmung mit dem hinterlegten Muster und die Einhaltung der gesetzlichen Vorschriften für den Saatgutvertrieb überwacht.
- Genbibliotheken von Kulturpflanzen. Die größte Genbank ist das Svalbard Global Seed Vault in Longyearbyen auf der Insel Spitzbergen, eine transnationale Saatgutsammlung von Nutz- und Wildpflanzen. Diese Saatgutbibliothek ist der Versuch, in der Station bei minus 18 bis minus 20 Grad Celsius bis zu 4,5 Millionen Saatgutmuster als die pflanzlichen Genressourcen der Erde für kommende Generationen zu sichern.

Die Saatgutverteilstationen von Nichtregierungsorganisationen (NRO/NGO), die teilweise als Sortenbibliothek bezeichnet werden, wie zum Beispiel die Station Navdanya in Indien, sind keine Saatgutbibliotheken im klassischen Sinne. Diese Stationen sollen zur Erhaltung der regionalen Diversität von Nutzpflanzen beitragen und dienen der direkten Saatgutversorgung von Kleinbauern.

## Beschreibung des Saatguts
Die Beschreibung der einzelnen Saatgutproben enthält in der Regel Angaben zu:
- den Samen: Körnerzahl, Tausendkornmasse, Formenvarianz,  Wassergehalt, Inhaltsstoffe, Ernte- bzw. Aufwuchsjahr,  Keimfähigkeit und Triebkraft und Jahr deren Feststellung und angewandtes Verfahren.
- der Pflanzenart: botanische Einordnung; nach Gattung, Art, Sorte sowie  deren phänotypische und soweit möglich genetische Beschreibung.
- der Genealogie der Nutzpflanzen:  Ursprüngliche Herkünfte und Stammbaum, Lagerort von Vorfahrensorten.
- dem Sortenschutz: Hinweise zu den Eigentums- und Schutzrechten von Vorstufensaatgut, Inzuchtlinien, Kreuzungseltern und registrierten Sorten und deren Schutzdauer.